# Sven De Rechter
Sven De Rechter (25 oktober 1991) is een Belgische voetballer die als middenvelder speelt. Hij speelde onder meer voor KSV Roeselare en Sint-Eloois-Winkel Sport. 

## Carrière
| Seizoen | Club                     | Land   |
| ------- | ------------------------ | ------ |
| 1997/99 | VK White Boys            | België |
| 1999/00 | Sportkring Sint-Niklaas  | België |
| 2000/01 | KSK Beveren              | België |
| 2001/06 | KSC Lokeren              | België |
| 2006/10 | Club Brugge              | België |
| 2010/16 | KSV Roeselare            | België |
| 2016/17 | Sint-Eloois-Winkel Sport | België |
| 2017/18 | FC Knokke                | België |
| 2018/19 | Racing Harelbeke         | België |
| 2019/20 | WS Lauwe                 | België |
| 2020/-  | VK Dadizele              | België |